# Wasserburg am Inn
Wasserburg am Inn (in bavarese Wassabuag am Inn) è un comune tedesco di 12 332 abitanti, situato nel circondario di Rosenheim e nel land della Baviera. Anticamente la città veniva chiamata Statt Wasserburg.

## Storia

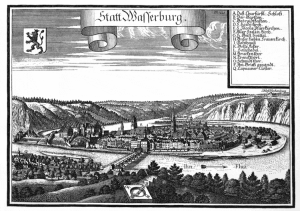
Wasserburg am Inn in un'incisione su rame di Michael Wening nella Topographia Bavariae (verso il 1700)

La città viene menzionata per la prima volta in un documento (oggi considerato falso) datato 1137, quando Hallgraf Engelbert spostò la propria residenza dal vicino castello di Limburg al suo Wasserburg ("Castello dell'Acqua"). È una delle cittadine storiche della Germania meridionale, un po' più antica di Monaco, continuamente contesa dalla nobiltà bavarese e, fino al XVI secolo, in egual misura dalle grandi città vicine. I privilegi derivati dall'annessione del territorio di Wasserburg erano legati al commercio del sale, che prosperò fino al XIX secolo. All'incrocio tra la principale via di comunicazione stradale e la più importante rotta fluviale del ducato di Baviera-Monaco, la cittadina costituiva un centro fondamentale per il commercio con i Balcani, l'Austria e l'Italia. Il suo ponte era l'unico che consentiva di attraversare il fiume Inn per 30 km in entrambe le direzioni. Sulle sue rive il sale, estratto a Berchtesgaden o prodotto nella salina di Bad Reichenhall e trasportato da lì con dei carrelli, poteva essere caricato su navi che transitavano lungo l'Inn. Fino al XVII secolo Wasserburg fu utilizzato come porto fluviale da Monaco, capitale della Baviera. Wasserburg era un circondario tedesco fino al 1972, quando venne inglobato al circondario di Rosenheim.

## Wasserburg am Inn in letteratura
Il romanzo più esoterico di Gustav Meyrink Der weiße Dominikaner ("Il domenicano bianco"), pubblicato nel 1922, è ambientato in una versione mistica della città di Wasserburg.

## Wasserburg am Inn nei media
A Wasserburg am Inn è ambientato parte dell'episodio Imbarco a Genova della decima stagione della serie televisiva L'ispettore Derrick.